# قيغوسوز عبدل
قيغوسوز عبدل (1341–1444) كان شاعرًا شعبيًا تركيًا في القرن الرابع عشر.

## الخلفية

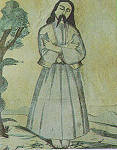
صورة لقيغوسوز عبدل

في القرن الرابع عشر كانت مدينة علائية عاصمة إمارة علائية الصغيرة. وُلِد قيغوسوز عبدل إما في علائية أو بالقرب منها (علانية الحالية، مقاطعة أنطاليا في تركيا). كان اسمه علاء الدين جايبي وكان قيغوسوز عبدل هو اسمه المستعار. بحسب التقاليد كان ابنًا لباي (أي أمير). لكن بدلًا من السياسة اختار أن يكون درويشًا. وكان أستاذه عبد الموسى.[بحاجة لمصدر]

## الحياة
تفاصيل حياته ورحلاته غامضة. معظم القصص المنسوبة إليه غير موثوقة. وتشير أعماله إلى أنه سافر إلى العديد من الأماكن. سافر إلى مكة للحج. كما زار دمشق والنجف وكربلاء. هناك روايات غير موثوقة عن زياراته إلى مدن في البلقان مثل يامبول، وبلوفديف (كلاهما الآن في بلغاريا)، وبيتولا (الآن في جمهورية مقدونيا)، وأديرن (الآن في تركيا). وفي مصر حصل على لقب عبد الله المجرافي ("خادم الله الذي يعيش في كهف") بعد أن أمضى عدة سنوات في عزلة.

## الأعمال
ومن أعماله الشعرية: 
- ديوان
- جولستان
- ميسنيفي بابا كايغوزوز (المجلد الثالث)
- اسم الجوهرة
- اسم مينبر

أعماله الأخرى هي:
- اسم بودالا
- كتاب المحاكمات
- اسمك الحقيقي
- اسم السراي
- ديلغوشا